# Johnny Horan
John F. Horan (Minneapolis, Minnesota, 24 de noviembre de 1932-Houston, Texas, 14 de noviembre de 1980) fue un jugador de baloncesto estadounidense que disputó una temporada en la NBA. Con 2,03 metros de estatura, jugaba en la posición de alero.

## Trayectoria deportiva

### Universidad
Jugó durante cuatro temporadas, entre 1951 y 1955 con los Flyers de la Universidad de Dayton, en las que promedió 14,6 puntos y 11,2 rebotes por partido.

### Profesional
Fue elegido en la octava posición del Draft de la NBA de 1955 por Fort Wayne Pistons, equipo con el que apenas jugó 7 partidos, en los que promedió 3,1 puntos por partido, antes de ser traspasado a Minneapolis Lakers, donde no tuvo mejor suerte, ya que completó su única temporada en la liga profesional disputando 12 partidos más, jugando poco más de 4 minutos en cada uno de ellos. En el total de su breve aparición en la NBA promedió 1,8 puntos y 0,5 rebotes por encuentro.

## Estadísticas de su carrera en la NBA

### Temporada regular
| Temp.   | Edad | Equipo      | Liga | P  | TIT | MIN | TC  | TCA | %TC  | TL  | TLA | %TL   | R.OF. | R.DEF. | REB | ASIS | FP  | PTS |
| 1955-56 | 23   | TOTAL       | NBA  | 19 |     | 4.9 | 0.6 | 2.2 | .286 | 0.5 | 0.6 | .909  |       |        | 0.5 | 0.1  | 1.1 | 1.8 |
| 1955-56 | 23   | Fort Wayne  | NBA  | 7  |     | 6.1 | 1.1 | 3.7 | .308 | 0.9 | 0.9 | 1.000 |       |        | 0.6 | 0.1  | 2.0 | 3.1 |
| 1955-56 | 23   | Minneapolis | NBA  | 12 |     | 4.2 | 0.3 | 1.3 | .250 | 0.3 | 0.4 | .800  |       |        | 0.5 | 0.1  | 0.6 | 1.0 |
| Total   |      |             | NBA  | 19 |     | 4.9 | 0.6 | 2.2 | .286 | 0.5 | 0.6 | .909  |       |        | 0.5 | 0.1  | 1.1 | 1.8 |